# Liste der Biografien/Oro
Liste der Biografien |
Portal Biografien |
Personensuche
# |
A |
B |
C |
D |
E |
F |
G |
H |
I |
J |
K |
L |
M |
N |
O |
P |
Q |
R |
S |
T |
U |
V |
W |
X |
Y |
Z |
?
 
Oa |
Ob |
Oc |
Od |
Oe |
Of |
Og |
Oh |
Oi |
Oj |
Ok |
Ol |
Om |
On |
Oo |
Op |
Oq |
Or |
Os |
Ot |
Ou |
Ov |
Ow |
Ox |
Oy |
Oz
 
Ora |
Orb |
Orc |
Ord |
Ore |
Orf |
Org |
Orh |
Ori |
Orj |
Ork |
Orl |
Orm |
Orn |
Oro |
Orp |
Orr |
Ors |
Ort |
Oru |
Orv |
Orw |
Orx |
Ory |
Orz
Die Liste der Biografien führt alle Personen auf, die in der deutschsprachigen Wikipedia einen Artikel haben. Dieses ist eine Teilliste mit 129 Einträgen von Personen, deren Namen mit den Buchstaben „Oro“ beginnt.

## Oro
- Oro, Alfredo de (1863–1948), kubanischer Karambolage- und Poolspieler
- Oro, Faustino (* 2013), argentinischer SchachspielerFaustino Oro (* 2013)

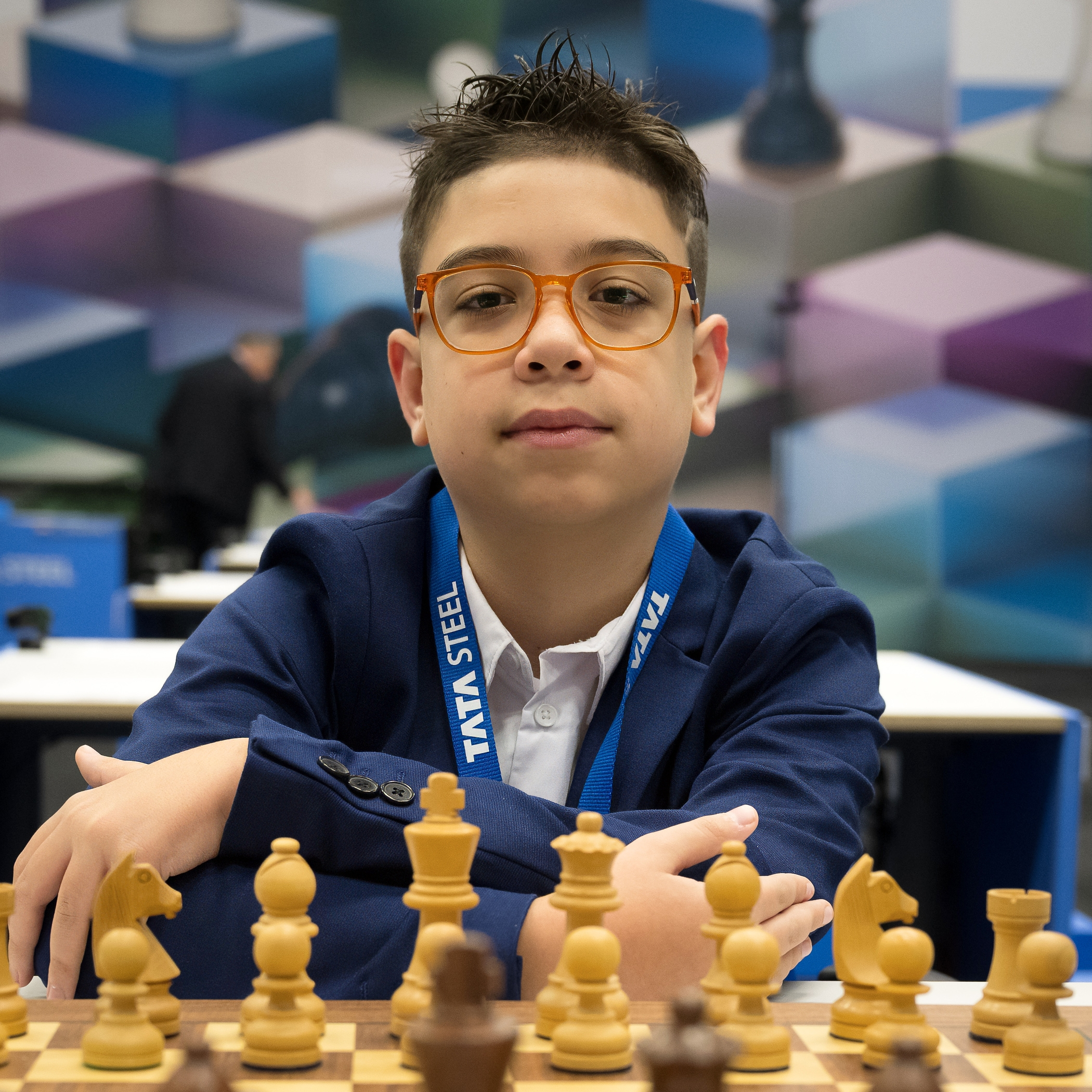
Faustino Oro (* 2013)

- Oro, Martín, argentinisch-schweizerischer Sänger und Countertenor

### Orod
- Orodes I., Herrscher der Elymais
- Orodes I., parthischer König
- Orodes II., Herrscher der Elymais
- Orodes II., König des Partherreiches
- Orodes III. († 6), parthischer König
- Orodes IV., König von Elymais
- Orodes V., König von Elymais

### Orof
- Orofino, Vincenzo Carmine (* 1953), italienischer Geistlicher, römisch-katholischer Bischof von Tursi-Lagonegro

### Orog
- Orogot, Tarsis (* 2002), ugandischer Sprinter

### Oroi
- Oroites, persischer Statthalter in Sardes

### Orok
- Oroko Egbebo, Hyacinth (* 1955), nigerianischer Ordensgeistlicher, Bischof von Bomadi

### Orol
- Oroles, dakischer oder getischer König
- Orologas, Gregor (1864–1922), griechisch-orthodoxer Metropolit

### Orom
- Oromait, Alengot (* 1993), ugandische Politikerin
- Orombi, Henry Luke (* 1949), ugandischer Geistlicher, Erzbischof der Church of Uganda und Bischof von Kampala

### Oron
- Oron, Chaim (* 1940), israelischer Politiker der Meretz-Partei
- Oron, Pierre d’ († 1323), Bischof von Lausanne
- Oron, Pierre d’ († 1287), Bischof von Sitten
- Oron, Saar (* 1991), britischer Musiker und Unternehmer israelischer Herkunft
- Oroná, Giuliana (* 2005), uruguayische Sprinterin
- Orongan, Axel (* 2001), isländischer Eishockeyspieler
- Oronó, Rafael (* 1958), venezolanischer Boxer im Superfliegengewicht
- Orontes, armenischer Satrap
- Orontes († 401 v. Chr.), persischer Adliger
- Orontes I., armenischer Satrap
- Orontes II., Satrap von Armenien
- Orontes III., armenischer Satrap
- Orontes IV., armenischer König
- Orontobates, Satrap von Großmedien
- Orontopates, Satrap von Karien

### Orop
- Oropesa Lorente, Domingo (* 1950), spanischer Geistlicher, Bischof von Cienfuegos
- Oropesa, Lisette (* 1983), kubanisch-amerikanische Opernsängerin im Fach KoloratursopranLisette Oropesa (* 1983)

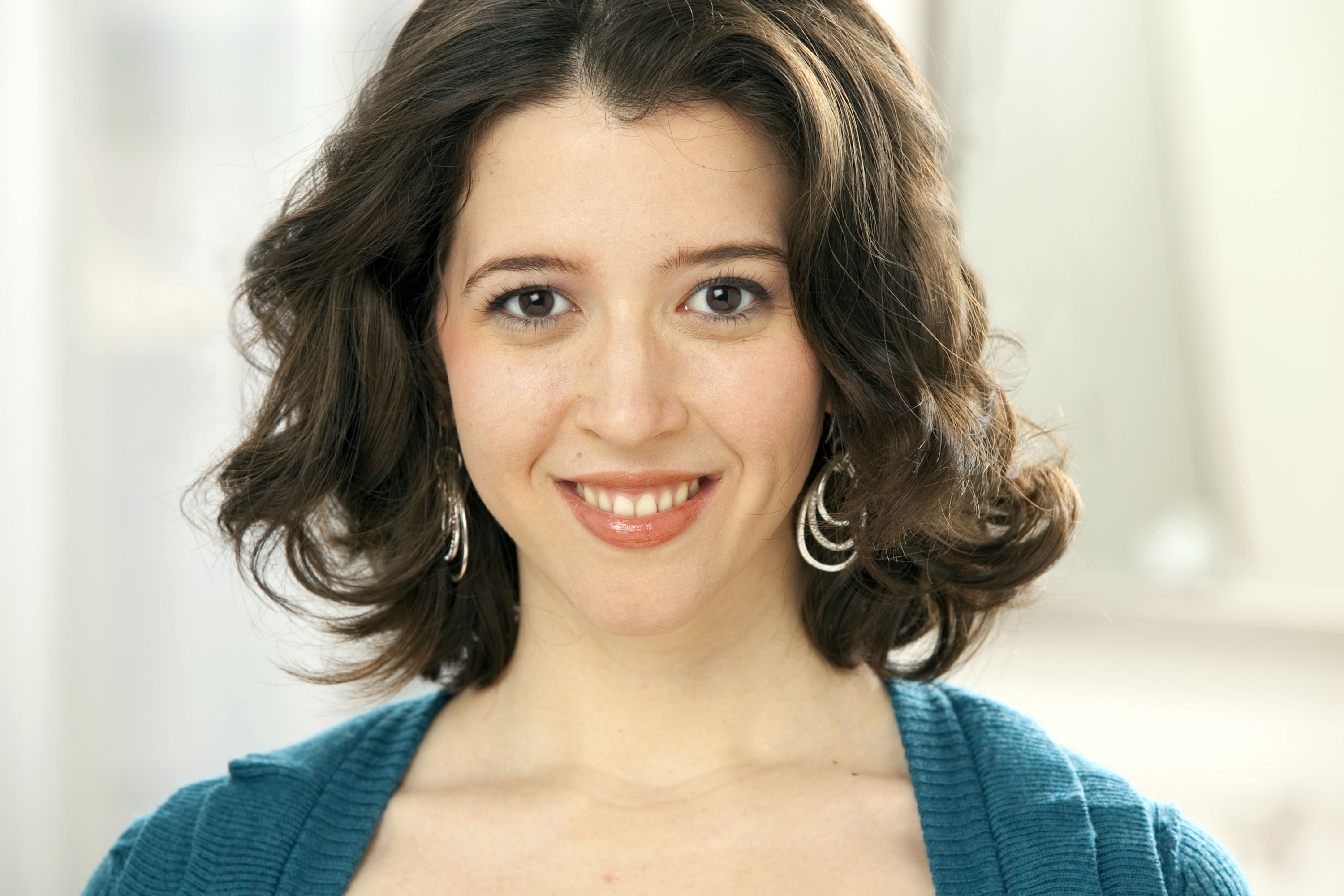
Lisette Oropesa (* 1983)

- Oropesa, Rafael (1893–1944), spanischer Musiker, Dirigent, Komponist und Kommunist
- Oropeza, Jenny (1957–2010), US-amerikanische Politikerin
- Orophernes Nikephoros, Herrscher Kappadokiens
- Oropios, Satrap von Susa

### Oror
- Ōrora Satoshi (* 1983), russischer Sumōringer in der japanischen Makushita-Division

### Oros
- Oros, Cristian (* 1984), rumänischer Fußballspieler
- Oros, Philip (* 1989), schwedischer Schauspieler
- Orosa, Maria (1892–1945), philippinische Lebensmitteltechnologin, pharmazeutische Chemikerin, Humanistin und Kriegsheldin
- Orosch, Ján (* 1953), slowakischer Geistlicher, Erzbischof von Trnava
- Oroschakoff, Gawriil Haralampowitsch (1849–1907), russisch-bulgarischer Jurist und Politiker
- Oroschakoff, Haralampi G. (* 1955), österreichischer Künstler
- Orosco, Raúl (* 1979), bolivianischer Fußballschiedsrichter
- Orosius, Historiker und Theologe
- Orosius-Meister, mittelalterlicher Buchmaler
- O’Ross, Ed (* 1949), US-amerikanischer SchauspielerEd O’Ross (* 1949)

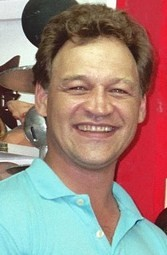
Ed O’Ross (* 1949)

- Orosz de Csicser, Josef († 1792), kaiserlicher österreichischer Feldmarschall-Lieutenant
- Orosz, Andreas (* 1960), deutscher Maler des Realismus
- Orosz, Atanáz (* 1960), ungarischer Geistlicher, ungarisch griechisch-katholischer Bischof von Miskolc
- Orosz, Helma (* 1953), deutsche Politikerin (CDU), MdL, Oberbürgermeisterin von Dresden
- Orosz, István (* 1951), ungarischer Maler, Graphiker und Zeichentrickfilmer
- Orosz, Mihály Zoltán (* 1969), parteiloser Bürgermeister von Érpatak
- Orosz, Pál (1934–2014), ungarischer Fußballspieler und -trainer
- Orosz, Péter (* 1981), ungarischer Fußballspieler und -trainer
- Oroszlán, Zoltán (1891–1971), ungarischer Archäologe, Kunsthistoriker und Museologe

### Orou
- O’Rourke, Aoife (* 1997), irische Boxerin
- O’Rourke, Beto (* 1972), amerikanischer Politiker
- O’Rourke, Darren, irischer Politiker
- O’Rourke, Derval (* 1981), irische Hürdenläuferin
- O’Rourke, Eduard (1876–1943), katholischer Bischof von Riga und Danzig
- O’Rourke, Edward William (1917–1999), US-amerikanischer Geistlicher, römisch-katholischer Bischof von Peoria
- O’Rourke, Francis (1882–1938), irischer römisch-katholischer Ordensgeistlicher, Apostolischer Vikar der Küste von Benin
- O’Rourke, Frank (* 1967), irischer Politiker
- O’Rourke, Heather (1975–1988), US-amerikanische Filmschauspielerin
- O’Rourke, Jim (* 1969), US-amerikanischer Experimental-Musiker, Musikproduzent, Filmkomponist und Kurzfilm-RegisseurJim O’Rourke (* 1969)

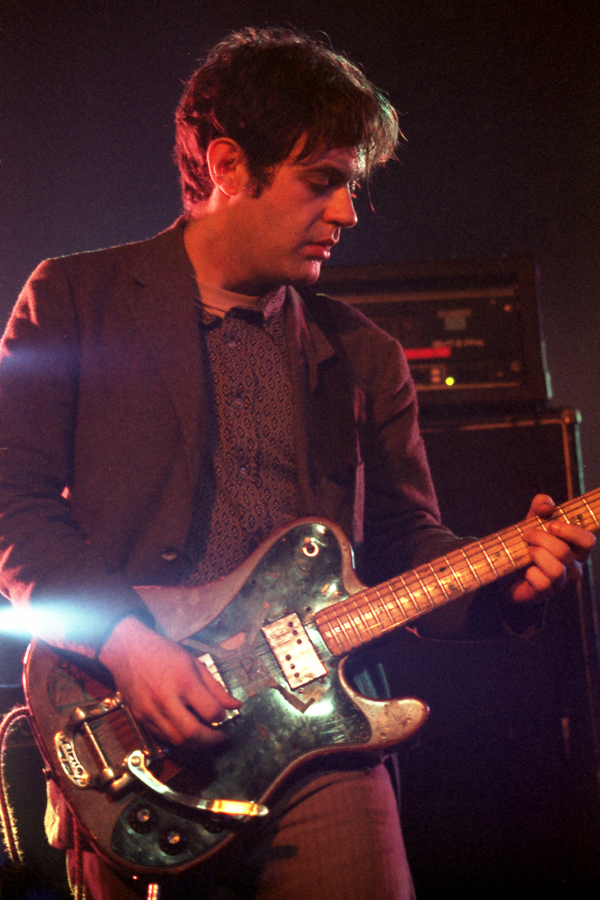
Jim O’Rourke (* 1969)

- O’Rourke, Joseph Cornelius (1772–1849), russischer General der Kavallerie
- O’Rourke, Kevin (* 1956), US-amerikanischer Schauspieler
- O’Rourke, Lisa (* 2002), irische Boxerin
- O’Rourke, Mary (1937–2024), irische Politikerin (Fianna Fáil)
- O’Rourke, Mike (* 1955), neuseeländischer Speerwerfer
- O’Rourke, P. J. (1947–2022), US-amerikanischer politischer Satiriker, Journalist und Schriftsteller
- O’Rourke, Sophie (* 2000), irische Squashspielerin
- O’Rourke, Steve (1940–2003), britischer Musikmanager, Rennstallbesitzer und Autorennfahrer
- O’Rourke, Thomas (* 1948), US-amerikanischer Bauingenieur
- O’Rourke, Thomas Charles (* 1934), US-amerikanischer Radrennfahrer

### Orov
- Orovčanec, Gjorgji (* 1951), mazedonischer Politiker und Mediziner

### Orow
- Orowae, Arnold (1955–2024), papua-neuguineischer Geistlicher, römisch-katholischer Bischof von Wabag
- Orowan, Egon (1902–1989), ungarisch-britischer Physiker und Metallurge
- Orowicz, Aleksandra (* 1996), polnische Handballspielerin

### Oroz
- Oroz, Aimar (* 2001), spanischer Fußballspieler
- Oroz, Alexander (* 2002), chilenischer Fußballspieler
- Oroz, Alois (* 2000), kroatischer Fußballspieler
- Oroz, Andrés (* 1980), chilenischer Fußballspieler
- Oroz, Juan José (* 1980), spanischer Radrennfahrer
- Oroz, Maite (* 1998), spanische FußballspielerinMaite Oroz (* 1998)

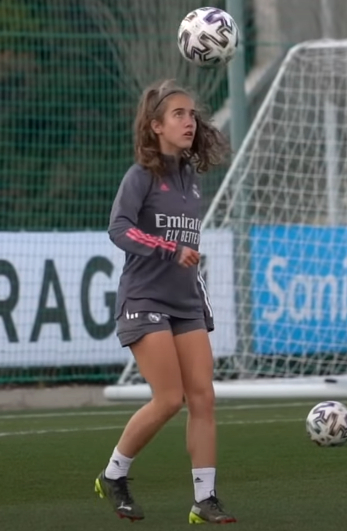
Maite Oroz (* 1998)

- Oroz, Rodolfo (1895–1997), chilenischer Latinist, Romanist und Hispanist
- Oʻrozboyev, Diyorbek (* 1993), usbekischer Judoka
- Orozco Deza, Miguel Ángel (* 1953), mexikanischer Botschafter
- Orozco Lomelín, Francisco (1917–1990), mexikanischer römisch-katholischer Geistlicher, Weihbischof in Mexiko-Stadt
- Orozco Maestre, Rafael (1954–1992), kolumbianischer Sänger
- Orozco Mengíbar, Francisco Jesús (* 1970), spanischer Geistlicher, römisch-katholischer Bischof von Guadix
- Orozco Montoya, Guillermo (* 1946), kolumbianischer Geistlicher, emeritierter römisch-katholischer Bischof von Girardota
- Orozco Rivera, Mario (1930–1998), mexikanischer Maler
- Orozco Romero, Carlos (1896–1984), mexikanischer Künstler
- Orozco Torres, Rafael (1922–2015), mexikanischer Fußballspieler
- Orozco y Jiménez, Francisco (1864–1936), mexikanischer Geistlicher, römisch-katholischer Erzbischof von Guadalajara
- Orozco, Alejandra (* 1997), mexikanische Wasserspringerin
- Orozco, Alfonso von (1500–1591), spanischer Augustiner, Priester und Heiliger der katholischen Kirche
- Orozco, Antonio (* 1972), spanischer Popsänger
- Orozco, Arturo, mexikanischer Fußballspieler
- Orozco, Arturo (* 1952), mexikanischer Fußballspieler
- Orozco, Danilo (1944–2013), kubanischer Musikwissenschaftler und -pädagoge
- Orozco, Edwin (* 1982), kolumbianischer Straßenradrennfahrer
- Orozco, Efraín (1897–1975), kolumbianischer Komponist, Dirigent und Instrumentalist
- Orozco, Emiliano (* 1989), uruguayischer Fußballspieler
- Orozco, Esther (* 1945), mexikanische Biologin, Forscherin und Politikerin
- Orozco, Franco (* 2002), argentinischer Fußballspieler
- Orozco, Gabriel (* 1962), mexikanischer Konzeptkünstler
- Orozco, Gregorio (1889–1974), mexikanischer Fußballspieler und Funktionär
- Orozco, Javier (* 1987), mexikanischer Fußballspieler
- Orozco, Jesús (* 2002), mexikanischer Fußballspieler
- Orozco, Jonathan (* 1986), mexikanischer Fußballtorhüter
- Orozco, José Clemente (1883–1949), Begründer der zeitgenössischen mexikanischen Malerei
- Orozco, Juan (1937–2020), spanischer Gitarrenbauer, Saitenhersteller, Konzertveranstalter und Musiker
- Orozco, Juan de Dios, Präsident (Supremo Director) von Nicaragua
- Orozco, Michael (* 1986), US-amerikanischer Fußballspieler
- Orozco, Olga (1920–1999), argentinische Dichterin
- Orozco, Pascual (1882–1915), mexikanischer Revolutionär und General
- Orozco, Rubén (1917–1995), uruguayischer Moderner Fünfkämpfer
- Orozco, Teodoro (* 1963), mexikanischer Fußballspieler
- Orozco, Yadira Pascault, mexikanische Schauspielerin, Musikerin und Produzentin
- Orozco, Yohandry (* 1991), venezolanischer Fußballspieler
- Orozco-Estrada, Andrés (* 1977), kolumbianischer DirigentAndrés Orozco-Estrada (* 1977)

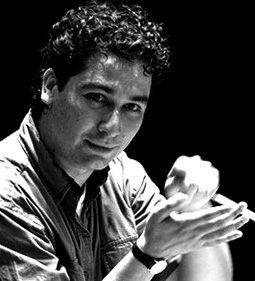
Andrés Orozco-Estrada (* 1977)

- Orožen Adamič, Milan (1946–2018), jugoslawischer und slowenischer Geograph, Wissenschaftspolitiker und Diplomat
- Orožen, Ignac (1819–1900), slowenischer Geistlicher und Historiker